# 图瓦 (索姆省)
图瓦（法語：Thoix，法語發音：[twa]）是法国上法蘭西大區索姆省的一个市镇，属于亚眠区。

## 地理
图瓦（49°42'23"N, 2°4'8"E）面积11.12 平方千米，位于法国上法蘭西大區索姆省，该省份为法国北部沿海省份，北起加来海峡省和北部省，西接滨海塞纳省和大西洋英吉利海峡，南至瓦兹省，东临埃纳省。
与图瓦接壤的市镇（或旧市镇、城区）包括：博代迪、达尔日、拉瓦克里、奥富瓦、索默勒、贝勒斯、库尔塞勒苏图瓦、桑特利。

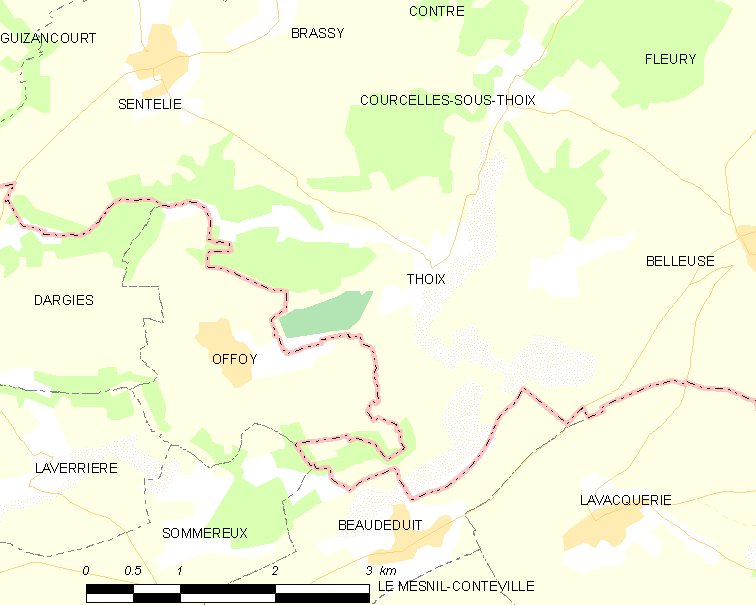
的OSM定位图

图瓦的时区为UTC+01:00、UTC+02:00（夏令时）。

## 行政
图瓦的邮政编码为80160，INSEE市镇编码为80757。

## 政治
图瓦所属的省级选区为努瓦河畔阿伊县。

## 人口

1962-2008年间人口变化图示

图瓦于2022年1月1日时的人口数量为146人。